# Tadateru Ōmoto
Tadateru Ōmoto (jap. 大本 忠輝 Ōmoto Tadateru; ur. 6 kwietnia 1969) – japoński piłkarz występujący na pozycji napastnika.

## Kariera klubowa
Jako piłkarz grał w klubie Bellmare Hiratsuka.